# Santissimo Redentore e Sant'Alfonso in Via Merulana
Santissimo Redentore e Sant'Alfonso in Via Merulana (in latino Titulus Sanctissimi Redemptoris et Sancti Alfonsi in Exquiliis) è un titolo cardinalizio istituito da papa Giovanni XXIII il 30 dicembre 1960 con la costituzione apostolica Plurima quae. Il titolo insiste sulla chiesa di Sant'Alfonso, nel rione Esquilino, rettoria e luogo sussidiario di culto della parrocchia di Santa Maria Maggiore in San Vito.
Dal 22 febbraio 2014 il titolare è il cardinale Vincent Nichols, arcivescovo metropolita di Westminster.

## Titolari
- Joseph Elmer Ritter (19 gennaio 1961 - 10 giugno 1967 deceduto)
- José Clemente Maurer, C.SS.R. (29 giugno 1967 - 27 giugno 1990 deceduto)
- Anthony Joseph Bevilacqua (28 giugno 1991 - 31 gennaio 2012 deceduto)
  - Titolo vacante (2012 - 2014)
- Vincent Nichols, dal 22 febbraio 2014